# Wołżańsko-Uralskie Zagłębie Naftowe
Wołżańsko-Uralskie Zagłębie Naftowe – jeden z największych na świecie obszarów eksploatacji ropy naftowej. Zagłębie znajduje się w Rosji, jak sugeruje nazwa, między Wołgą i Uralem, a także między Wyżyną Timan i Niziną Nadkaspijską. Ma powierzchnię ok. 700 tys. km². Eksploatacja rozpoczęła się w 1929 r. Doprowadziła do urbanizacji regionu, w trakcie której powstały miasta Nowokujbyszew, Iszymbaj i Saławat wraz z dużą liczbą zakładów przemysłowych, przede wszystkim powiązanych z wydobyciem i przetwórstwem ropy, czyli petrochemicznego i chemicznego.
Przez zagłębie przechodzi rurociąg naftowy Przyjaźń.
Jest do drugie pod względem wydobycia zagłębie naftowe w Rosji po Zachodniosyberyjskim Zagłębiu Naftowym.
W zagłębiu znajduje się ok. 900 złóż ropy naftowej i 50 złóż gazu ziemnego. Największe to Orenburskie, Tujmazyńskie i Arłańskie.
Główne ośrodki wydobycia: Almietjewsk, Osa, Nieftiekamsk, Tujmazy, Oktiabrskij, Otradny, Bugurusłan, Buzułuk, Żygulowsk.